# 谢尔·埃斯普马克
谢尔·埃里克·埃斯普马克（瑞典語：Kjell Erik Espmark，1930年2月19日—2022年9月18日），瑞典诗人、小说家、文學史家，瑞典學院院士。曾任斯德哥爾摩大學文學史教授。著有诗集《黑银河》和长篇小说集《失忆的年代》。

## 生平
1959年毕业于斯德哥爾摩大學。他於1981年3月5日當選為瑞典學院院士，並於1981年12月20日被接納。埃斯普馬克接替語言學家埃利亞斯·韋森擔任第16號席位。1987年至2004年，埃斯普马克还担任诺贝尔文学奖评委会主席。2018年4月6日，因不满瑞典学院处理一桩性侵指控的方式，埃斯普馬克宣布他將不再參與學院的工作，但在2019年1月回到他的席位。
2017年11月，埃斯普马克在北京获颁“2017年国际文学人物盛典暨21大学生国际文学奖”。2022年9月18日逝世。

## 中文译本
失忆的年代长篇系列
- 谢尔·埃斯普马克. . 失忆的年代长篇系列之一. 由万之翻译. 上海: 上海人民出版社. 2012. ISBN 978-7-208-11024-3.
- 谢尔·埃斯普马克. . 失忆的年代长篇系列之二. 由万之翻译. 上海: 上海人民出版社. 2013. ISBN 978-7-208-11289-6.
- 谢尔·埃斯普马克. . 失忆的年代长篇系列之三. 由万之翻译. 上海: 上海人民出版社. 2013. ISBN 978-7-208-11500-2.
- 谢尔·埃斯普马克. . 失忆的年代长篇系列之四. 由万之翻译. 上海: 上海人民出版社. 2014. ISBN 978-7-208-12037-2.
- 谢尔·埃斯普马克. . 失忆的年代长篇系列之五. 由万之翻译. 上海: 上海人民出版社. 2014. ISBN 978-7-208-12228-4.
- 谢尔·埃斯普马克. . 失忆的年代长篇系列之六. 由万之翻译. 上海: 上海人民出版社. 2014. ISBN 978-7-208-12447-9.
- 谢尔·埃斯普马克. . 失忆的年代长篇系列之七. 由万之翻译. 上海: 上海人民出版社. 2015. ISBN 978-7-208-12802-6.

其他
- 谢尔·埃斯普马克. . 瑞典文化部艺术委员会翻译资助. 由万之翻译. 上海: 复旦大学出版社. 2018. ISBN 978-7-309-14052-1.
- 谢尔·埃斯普马克. . 由万之翻译. 上海: 上海人民出版社. 2016. ISBN 978-7-208-13936-7.
- 谢尔·埃斯普马克. . 由王晔翻译. 上海: 上海人民出版社. 2014. ISBN 978-7-208-11862-1.
- 谢尔·埃斯普马克. . 由李笠翻译. 沈阳: 春风文艺出版社. 2010. ISBN 978-7-5313-3717-1.
- 谢尔·埃斯普马克. . 由李之义翻译. 桂林: 漓江出版社. 1996. ISBN 7-5407-1939-7.
- 谢尔·埃斯普马克. . 域外诗丛. 由李笠翻译. 桂林: 漓江出版社. 1991. ISBN 7-5407-0646-5.

## 延伸閱讀
- Jan Arnald; Tim Crosfield, transl. . www.svenskaakademien.se. Swedish Academy.   [2016-12-23]. （原始内容存档于2016-03-07）.

| 文化職務             | 文化職務                          | 文化職務    |
| -------------------- | --------------------------------- | ----------- |
| 前任： 埃利亞斯·韋森 | 瑞典學院院士第16席 1981年－2022年 | 繼任： 空缺 |